# Roland Tessier
Roland Tessier est un écrivain et journaliste français, auteur de nombreux ouvrages de vulgarisation sur l'aviation et les sports. Il est un proche parent d'Ernest-Maurice Tessier, plus connu sous son nom de plume, Maurice Dekobra, auteur célèbre en son temps. 
Pilote, il participa à la campagne de France en 1939-1940. Il écrit ses souvenirs de cette période dans Le Bar de l’escadrille (1941), puis les Carnets de patrouilles (1942).
Parolier, il est l'auteur des paroles des chansons Le Bar de l'escadrille (1942), Pour fêter ton retour (1943), J'ai pleuré sur tes pas (1943). 
Il fut rédacteur de la revue Les Ondes et chef du service de presse de Radio Paris pendant la période de l'Occupation.

## Ouvrages
- Pilotage et navigation aérienne, Paris, Chiron, 1939
- Le tennis, Paris, Étienne Chiron, 1940
- Le bar de l'escadrille, Paris, Baudinière, 1941
- Carnets de patrouilles, Paris, Baudinière,
- Hélène Boucher, illustrations de Paul Lengellé, Paris, Flammarion, 1943
- Guillaumet, chevalier du ciel, Paris, Baudinière, 1946
- Les héros de l'aviation en images, illustrations de Géo Ham, Paris, Flammarion, 1947
- Les sacrifiés du ciel, Paris, Baudinière, 1947
- Femmes de l'air, Paris, Flammarion, 1948